# 原田ゆかり
原田 ゆかり（はらだ ゆかり、1970年7月24日 - ）は、埼玉県出身のタレント・歌手である。

## 人物・略歴
- 明大中野高校出身
- 1986年ものまね番組でスカウトされる。
- テイチクレコードより 1986年9月5日に 三味線師ロンリーブルーでメジャーレコードデビュー。
- 1968年から1994年まで開催された新宿音楽祭では1986年に銅賞を受賞。
- フジテレビ「オールスターものまね王座決定戦」では20回大会（1988年）と30回大会（1998年）で優勝を飾る。
- 2014年から、さいたまんぞう、水内トオルが配信するUstream「まんCHANねる」に電話ゲストとして数回出演（配信後はYouTubeで視聴可能）。
- 2017年公開の脚本家、遊川和彦の映画監督デビュー作「恋妻家宮本」ではヘアメイクを担当。
- 本名は芸名と同じ原田ゆかりだが、現在は結婚して夫方の苗字となっている。なお、住んでいる場所や結婚後の苗字は公表されていない。
- 2020年11月28日に電話出演した「まんCHANねる」内で本人から語られた話によると現在は宝石を扱う仕事をしているとのこと。
- 趣味は料理と釣り。
- ものまね番組で名を広めていった原田だが Ustreamで配信されているさいたまんぞうまんCHANねる内での質問で、ものまねでの一番の出来はという問いに対しての原田本人の答えは、苦労して声を作った1994年4月5日放送第15回爆笑スター 2回戦の大月みやこのものまねが一番と回答している。

## ディスコグラフィー

### シングル
- 柴又の母 / 冬の夜（1983年発売）

　プレデビュー盤
- 三味線師ロンリーブルー /くちべに追分（1986年9月5日発売）

　メジャーデビュー曲　谷口美千代のリメイク曲
- 東京イミテーション/やさしさをあげたい（1986年12月5日発売）

　「コルゲンコーワトローチ」CM曲
- GENYADANA / 雪ん子チラチラ（1987年1月21日発売）
- 青春ちょっと前 / いとしのギャングたち（1987年5月1日発売）

　TBS系ドラマ「ガキ大将がやってきた」主題歌
- 昭和街道 / 島唄（1987年10月1日発売）
- さだめ花 / 裏町かもめ（1988年6月21日発売）
- 外は雨だよ / 別れを明日の旅立ちに（1989年12月1日発売）

　杉本真人とのデュエット曲
- つれあい / 湯けむり椿（1990年3月21日発売）
- 風はこんやも北々西−西海恋絶唱− / 千々に乱れて （1991年4月1日発売）
- 大勝負 / 石狩平野（1991年10月5日発売）
- 櫂（かい）/ 北列車（1992年10月22日発売）

　香田晋 とのデュエット曲
- 夢見鳥 / 夕顔（1993年4月21日発売）
- 酒場にて / 蜃気楼（1994年6月22日発売）
- 元禄花見踊り / 霧笛みなと町（1996年11月25日発売）

　フジテレビ系「NEXT・TV」エンディングテーマ
- Oh 富! / 女華（1997年10月1日発売）
- 元禄花見踊り / 隣の女（1998年6月3日発売）
- 女…そして女 / しのび泣き（1998年7月21日発売）
- 人情灯台-通天閣 / 好き…だから（2001年1月17日発売）

### アルバム
- BEST&BEST/原田ゆかり全曲集（1989年6月25日発売）
- 原田ゆかり全曲集「女…そして女」（1989年8月21日発売）
- 原田ゆかり全集「つれあい」（1990年4月21日発売）
- 全曲集（1990年10月25日発売）
- 風はこんやも北々西（1991年6月21日発売）
- 歌いましょう!原田ゆかり名曲集(歌&カラオケ)（1991年7月21日発売）
- 原田ゆかり全曲集（1991年11月21日発売）
- 原田ゆかり全曲集（1992年10月25日発売）
- 全曲集（1994年9月16日発売）

## 出演番組

### テレビ
- オールスターものまね王座決定戦 （フジテレビ、1986年-）
- 爆笑スターものまね王座決定戦 （フジテレビ、1988年-）
- オールスター爆笑ものまね紅白歌合戦!!（フジテレビ）
- ヤンヤン歌うスタジオ（テレビ東京）

「三味線師ロンリーブルー」（1986年）
- 加トちゃんケンちゃんごきげんテレビ（TBSテレビ）

「つれあい」（1990年6月16日）
- 洋子の演歌一直線（テレビ東京）

「元禄花見踊り 」（1998年）
- 歌謡びんびんハウス（テレビ朝日）

「女…そして女」
- 演歌の花道（テレビ東京）

「酒場にて」「元禄花見踊り」（1997年3月2日）

### ラジオ
- 小倉久寛のオグラでオグラだ!（ニッポン放送）

1986年、水曜日担当
- ハリキリ・サタデー（TBSラジオ）

### CM
- コルゲンコーワトローチ（1986年）
- ウナコーワ（1987年）

### Ustream・YouTubeライブ
- まんCHANねる さいたまんぞう、水内トオル（2014年-）

第40回以降,電話ゲストとして出演（配信後はYouTubeで視聴可能）
Ustream またはYouTubeライブ
原田ゆかり出演回リスト
第40回（2014年2月6日） 第60回（2014年12月13日）
第84回（2015年12月17日） 第106回（2016年12月17日）
第130回（2017年12月14日）第147回（2018年12月20日）
放送回数不明（2020年11月28日）